# Клименко Федір Максимович
Федір Максимович Клименко (*22 травня 1937, с. Миколаївка,  Новомосковський район, Дніпропетровська область — 3 грудня 2017, с. Миколаївка, Дніпропетровська область —) — український живописець, художник-графік.
Член Національної спілки художників України (1967), Народний художник України, Заслужений художник УРСР (1989).

## Біографія
- 1937, 22 травня — народився в селі Миколаївка, Новомосковського району, Дніпропетровської області
- 1954 — закінчив 9 класів середньої школи с. Миколаївка,
- 1954 — вступив до Дніпропетровського державного художнього училища
- 1957—1959 — викладач креслення і малювання в середній школі с. Миколаївка.
- 1959 — відновив навчання у Дніпропетровському державному художньому училищі
- 1961 — закінчив Дніпропетровське державне художнє училище. Вчителі з фаху — Микола Погрібняк, Олександр Куко, Микола Боровський, Микола Родзін.
- 1961 — перша участь в обласній художній виставці, присвяченій 100-річчю з дня смерті Т. Г. Шевченка
- 1961—1963 — художник комбінату «Торгреклама»
- 1964—1967 — художник-оформлювач Дніпропетровського художньо-виробничого комбінату Худфонду УРСР
- 1967 — член Спілки художників СРСР
- 1967—1986 — голова графічної секції Дніпропетровської організації Спілки художників УРСР
- 1979 — Республіканський диплом I ступеня СХ УРСР за серію «Чисті криниці»
- 1982—1986 — член правління Дніпропетровської організації Спілки художників УРСР
- 1982—1986 — голова Художньої ради (з графіки) при Дніпропетровському художньо-виробничому комбінаті Худфонду УРСР
- 1983 — член КПРС
- 1986 — відповідальний секретар правління Дніпропетровської організації Спілки художників УРСР
- 2007 — у видавництві  «Дніпрокнига» виходить альбом з роботами Ф. Клименка на теми Голодомору 1933-32, а оригінали творів митець дарує Дніпропетровському історичному музею ім. Д. Яворницького
- 2010  —  Федір Клименко видав книгу поезії і прози «Чисті криниці» зі своїми чорно-білими ілюстраціями. У книзі понад 800 сторінок! Відомий український поет Віктор Корж назвав книжку «Сповіддю душі в пору надвечір’я».

## Основні твори
- «Річка Іжма» (1963)
- «На оновленій землі» (1963)
- «Де гуляли гайдамаки» (1963)
- «Свіжий вітер» (1964)
- «Солдати в путь» (1964)
- «Мирна пісня» (1965)
- «Літо» (1966)
- серія «Пісні моєї землі». Ліногравюра (1966)
- «Цвіт калини приколола в коси» (1967)
- серія «Народні промисли». Ліногравюра (1969)
- «Сюїта про дерево» (1971—1972)
- «Хлібороби» (1974)
- серія «Гірка пам'ять». Автолітографія (1985)

## Виставки
Брав участь у виставках з 1959 р. Персональні виставки:
- 1981, 1987 — Дніпропетровськ
- 1987 — Київ, виставка з нагоди 70 років від дня народження
- 2007 - Київ, Український Дім, 33 твори про 1933 рік
- 2008 — Дніпропетровський історичний музей імені Д. І. Яворницького, «Жнива скорботи» — 33 художні твори на тему Голодомору.

## Почесні звання і нагороди
- 1967 — Почесна грамота ЦК ЛКСМ України за серію «Пісні землі моєї»
- 1989 — Заслужений художник України
- 2007 — Народний художник України ("За значний особистий внесок у соціально-економічний, культурний розвиток Української держави, вагомі трудові досягнення та з нагоди 16-ї річниці незалежності України" - Указ Президента України В. Ющенка від 20 серпня 2007).